# Fókusz (játék)
A Fókusz absztrakt stratégiai táblás játék, 2, 3 vagy 4 személy részére. Egymásra helyezhető korongokkal kell játszani.
A játék kitalálója Sid Sackson (1920-2002) amerikai játéktervező és gyűjtő, az első megjelenés éve 1963.
A játék később Domination (a. m. uralás, uralkodás) néven terjedt el, de félreértést okozhat, hogy ilyen néven egy dominóra alapozott társasjáték is létezik, és más játékoknak is vannak ezt a szót tartalmazó változatai, pl. a Rizikó egy változata a World Domination nevet kapta.

## Szabályok
Két játékos esetén a játékosok a kezdés előtt 18–18 korongjukat a képen látható módon a tábla középső területén rendezik el. A tábla bármilyen 8×8-as táblából kialakítható úgy, hogy a sarkok 3-3 mezőjét valahogy letakarjuk, a játékból kivonjuk.
A játékosok célja az ellenfél mozgásképtelenné tétele. Ez akkor következik be, ha a táblán már nincs olyan bábu, amellyel az ellenfél léphet.
A játékosok felváltva következnek. A korongokkal és később a tornyokkal a négy fő irányba lehet lépni.
A játékban egy korong foglyul ejthet egy másik korongot vagy tornyot úgy, hogy a lépés során a másik tetejére tesszük (a1). Az így létrejött létrejött torony újabb foglyul ejtéseket végezhet, így a magassága növelhető, a korongok és tornyok magukba olvasztják az általuk letakart korongokat. Saját bábu is beolvasztható ezen a módon. A bábuval, toronnyal mindig az a játékos léphet, akinek a korongja van legfelül, ezen a módon a tornyok egyik játékostól gyorsan a másik birtokába kerülhetnek.
A lépések során nincs közvetlen jelentősége annak, hogy a legfelső korong alatt milyen színű korongok milyen sorrendben vannak, így tehát az illusztrációk csak példákat mutatnak a lehetőségekre.
Ha egy torony 5 korongnál magasabbá válik, akkor az a játékos, amelyik ezt a lépést teszi, a torony aljáról levesz annyi korongot, hogy a torony magassága 5-re csökkenjen (a4). Az ellenfél korongjai csak így kerülnek le a tábláról, csak így lehet azokat megszerezni.
A tornyok aljáról levett saját korongok viszont tartalékká válnak, és később egyesével újra játékba hozhatók. Ezeket a tábla szélén jól láthatóan kell elhelyezni, hogy az ellenfél is számolhasson velük. A játékba hozásuk úgy történik, hogy amikor a játékos léphet, lépés helyett egy tartalék korongját a tábla valamelyik mezőjére leteszi. Ez üres mezőre is lehetséges, de foglyul ejthető így bármelyik korong és torony is. Ezután a másik játékos következik. Elvileg megengedett, hogy ő is ugyanerre a toronyra tegye egy saját tartalék korongját és így tovább, de ez néhány lépés után értelmetlenné válik.

(a1)
(a2)
(a3)
(a4)

A táblán soha nem lehet olyan torony, amelyik 5 mezőnél magasabb. Ezért ha tartalék korongot teszünk egy toronyra, és ezzel az 5-nél magasabb lesz, akkor az alsó korongot rögtön le is kell venni.
A játék fő sajátossága, hogy lépni mindig pontosan annyi mezőt lehet és kell, ahány koronggal lépünk (a2). Lépés történhet üres mezőre, saját vagy az ellenfél korongjára vagy tornyára. Hosszabb lépés során ezzel gyakran átugrunk más korongokat vagy tornyokat, de azok eközben érintetlenül maradnak (a3). A fentiekből következik, hogy a leghosszabb megtehető lépés 5 mező hosszú.

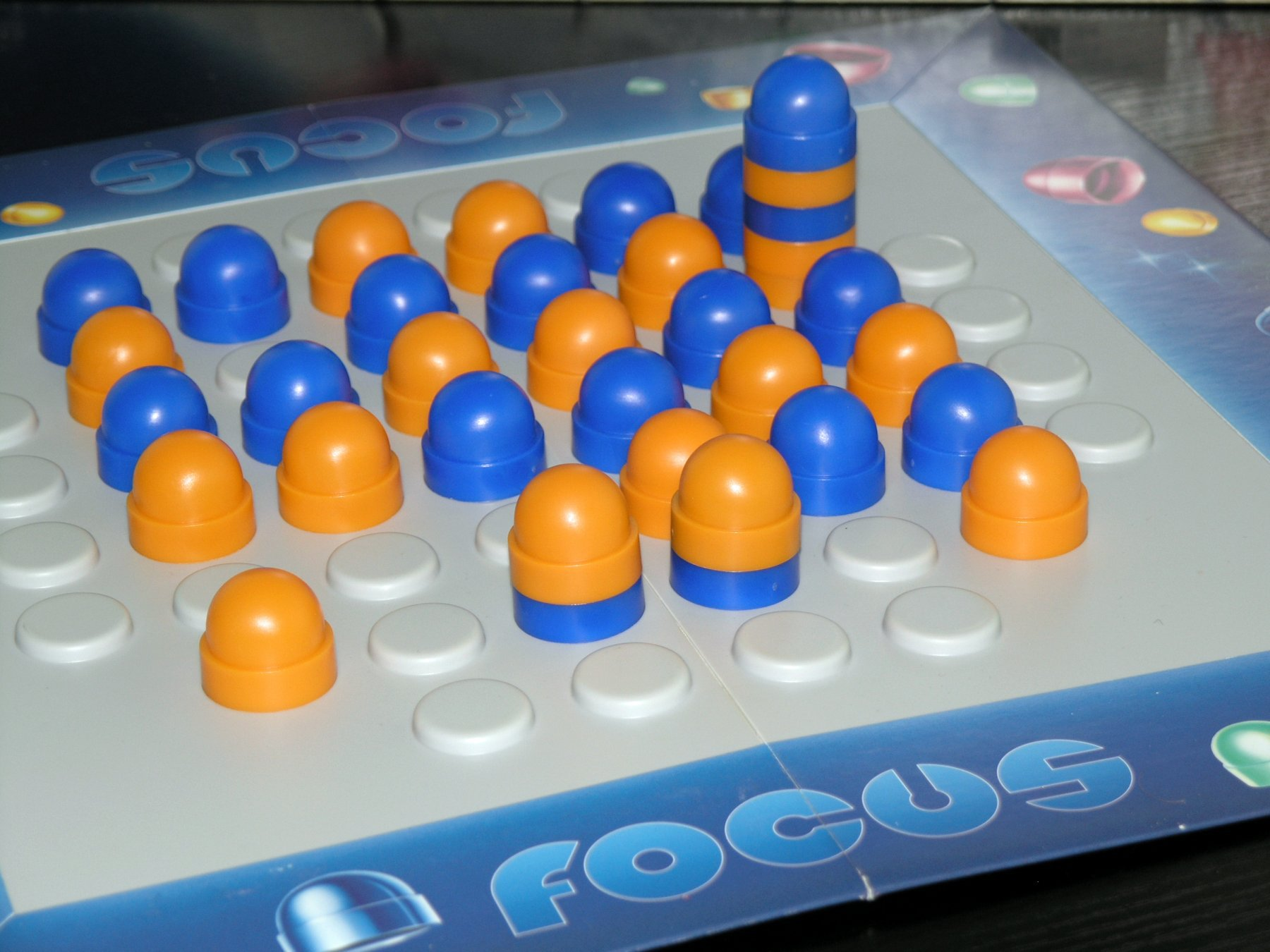
Korongok helyett a gyártók másféle bábukat is kitaláltak

Ha kevesebb mezőt szeretnénk lépni, mint ahány korongból a lépéshez kiválasztott torony áll, akkor annyi korongot kell a tetejéről levennünk, hogy azok száma a lépés hosszának megfeleljen (a2). A kettéválás után az ott hagyott torony annak a játékosnak a birtokába kerül, akinek a korongja annak a tetején van. A táblán levő bábuk száma tehát folytonosan változik, és bonyolult stratégiát tesz lehetővé.

### Játékváltozat
A Fókusznak van olyan leírása is (Nowak), amely jelentősen eltérő szabálypontokat tartalmaz, a dámajátékok családjába helyezve a játékot. Ezek a szabálymódosulatok a következők:
- Korongot, tornyot foglyul ejteni úgy lehet, hogy átugorjuk (b2, b3). Ebből következően mögötte üres mezőnek kell lennie, annyinak, hogy a lépéshez használt korongok száma szerinti lépés elvégezhető legyen. Az átugrott korongot, tornyot a lépéshez használt korongok aljához illesztve visszük az utolsó mezőre. Ha a magassága végül meghaladja az 5-öt, a többletet le kell venni, lásd még a előző fejezetet (b6).
- Egy lépésben több, külön mezőn levő korongot, tornyot átugrani nem lehet, sem akkor, ha egymás mögött állnak, sem akkor, ha van közöttük üres mező (b4). Folyamatosan egymás után több ugrás sem tehető. Ugrási és egyben ütési kötelezettség nincs.
- A lépéshez a lépés hossza szerinti számú korongot kell mozgatni (b5). Másik korongra közvetlenül rálépni nem lehet (b1), ezért ha azt átugorjuk, akkor az a mező nem számít bele a lépéshosszba és a felhasználandó korongok számába. Így egy önálló korong egy mezőt léphet, vagy egy ugrás révén összesen két mezőt haladhat (b2).
- Ha az átugrott bábu mögött több üres mező van, akkor azok bármelyikén meg lehet állni (a mozgatott korongok száma szerint), illetve az ütéshez nem kell a másik bábu előtti mezőről indulni.
- Tartalék korongot csak üres mezőre lehet visszatenni, viszont ez nem számít lépésnek.

Ebben a változatban a foglyulejtéshez több feltételnek kell teljesülne, ezért a játszmák várhatóan hosszabb ideig tartanak.

(b1)
(b2)
(b3)
(b4)
(b5)
(b6)

### Kiegészítő szabály
A játék használóinak javaslatára, a lépéstükrözéssel elért döntetlenek elkerülésére Sackson utólag bevezetett még egy szabályt: a kezdés előtt minden játékos felcserél a táblán két különböző színű korongot. A másik játékos nem cserélheti vissza ezeket, vagyis mindig a szócikk legelején látott alapfelállástól eltérő állásból kell indulni.

## Több játékos

Három játékossal

3 játékos esetén mindegyiküknek 13 korongja van, ezekből 12–12 a képen látható módon helyezendő el, a 13. pedig tartalékba kerül. Minden játékos első lépése kötelezően a tartalék korongnak egy üres mezőre helyezése.
A győzelemhez egyszerre minden ellenfelet olyan helyzetbe kell hozni, hogy ne legyen lépési lehetősége, tartalékja sem.
A játékidő rövidítésére használható kétféle külön szabály valamelyike: a játszmát az nyeri, akinek először sikerül
- minden ellenféltől három korongot a tábláról levennie;
- a tartalékjaival együtt összesen 10 korongot a tábláról levennie.

Négy játékossal

4 játékos esetén játszhatnak egyéniben vagy párosokat alkotva is. A páros tagjainak nem egymás után kell következnie. A játszma elején ki kell kötni, hogy a párosok tagjai beszélhetnek-e egymással.
Mindegyik játékosnak 13 korongja van, ezek a képen látható módon helyezendők el. A felállásból következik, hogy a másodikként leírt, dáma-jellegű játékváltozat üres mező híján itt nem választható.
A győzelemhez egyszerre minden ellenfelet olyan helyzetbe kell hozni, hogy ne legyen lépési lehetősége, tartalékja sem. Párosjáték esetén lépési lehetőség hiányában a játékos passzolhat, de ha a páros mindkét tagja egymás után passzol, akkor ez a páros veszített.
Minden játékos csak a saját színével fedett toronnyal léphet, de párosjáték esetén amikor egy torony aljáról lekerülnek korongok, a játékos tartja meg a párja korongjait is, és ő hozhatja azokat játékba.
A játékidő rövidítésére használható kétféle külön szabály valamelyike: a játszmát az nyeri, akinek először sikerül
- egyéni játék esetén minden ellenféltől két korongot a tábláról levennie, párosjáték esetén a két ellenféltől 3–3 korongot;
- a tartalékjaival együtt összesen 10 korongot a tábláról levennie.

Megjegyzés: Ha a dáma-jellegű változatot négy személy szeretné játszani, kipróbálhatják a kis képen látható kezdőállást 4×9 koronggal.